# Wereldkampioenschappen judo 2014
De wereldkampioenschappen judo 2014 werden van 25 tot en met 31 augustus gehouden in Tsjeljabinsk, Rusland. Er stonden 16 onderdelen op het programma, 8 voor mannen en 8 voor vrouwen.

## Deelnemers

### Nederland
Bondscoaches Marjolein van Unen (vrouwen) en Maarten Arens (mannen) selecteerden elf judoka's voor de WK. Aan de teamwedstrijden werd niet deelgenomen.
Mannen
– 60 kg — Jeroen Mooren
– 66 kg — Geen deelnemer
– 73 kg — Dex Elmont
– 81 kg — Geen deelnemer
– 90 kg — Guillaume Elmont, Noël van 't End
–100kg — Henk Grol
+100kg — Roy Meyer
Vrouwen
–48 kg — Geen deelneemster
–52 kg — Geen deelneemster
–57 kg — Sanne Verhagen
–63 kg — Anicka van Emden
–70 kg — Kim Polling
–78 kg — Guusje Steenhuis, Marhinde Verkerk
+78 kg — Geen deelneemster

## Medailles

### Mannen
| Onderdeel           | Goud  | Goud                   | Zilver  | Zilver                 | Brons             | Brons                                  |
| ------------------- | ----- | ---------------------- | ------- | ---------------------- | ----------------- | -------------------------------------- |
| Klasse tot 60 kg    | MGL   | Ganbatyn Boldbaatar    | RUS     | Besland Moedranov      | GEO JPN           | Amiran Papinasjvili Naohisa Takato     |
| Klasse tot 66 kg    | JPN   | Masashi Ebinuma        | RUS     | Michail Poeljajev      | UKR RUS           | Georgij Zantaraia Kamal Chan-Magomedov |
| Klasse tot 73 kg    | JPN   | Riki Nakaya            | PRK     | Hong Kuk-hyon          | UAE RUS           | Victor Scvortov Moesa Mogoesjkov       |
| Klasse tot 81 kg    | GEO   | Avtandil Tsjrikisjvili | CAN     | Antoine Valois-Fortier | FRA RUS           | Loïc Pietri Ivan Nifontov              |
| Klasse tot 90 kg    | GRE   | Ilias Iliadis          | HUN     | Krisztián Tóth         | GEO RUS           | Varlam Liparteliani Kirill Voprosov    |
| Klasse tot 100 kg   | CZE   | Lukáš Krpálek          | CUB     | José Armenteros        | UAE GER           | Ivan Remarenco Karl-Richard Frey       |
| Klasse boven 100 kg | FRA   | Teddy Riner            | JPN     | Ryu Shinichohe         | RUS BRA           | Renat Sajdov Rafael Silva              |
| Team                | Japan | Japan                  | Rusland | Rusland                | Duitsland Georgië | Duitsland Georgië                      |

### Vrouwen
| Onderdeel          | Goud      | Goud                | Zilver   | Zilver                | Brons           | Brons                                |
| ------------------ | --------- | ------------------- | -------- | --------------------- | --------------- | ------------------------------------ |
| Klasse tot 48 kg   | JPN       | Ami Kondo           | ARG      | Paula Pareto          | FRA CUB         | Amandine Buchard Maria Celia Laborde |
| Klasse tot 52 kg   | IJF       | Majlinda Kelmendi   | ROU      | Andreea Chițu         | BRA RUS         | Erika Miranda Natalja Koezjoetina    |
| Klasse tot 57 kg   | JPN       | Nae Udaka           | POR      | Telma Monteiro        | NED FRA         | Sanne Verhagen Automne Pavia         |
| Klasse tot 63 kg   | FRA       | Clarisse Agbegnenou | ISR      | Yarden Gerbi          | JPN SLO         | Miku Tashiro Tina Trstenjak          |
| Klasse tot 70 kg   | COL       | Yuri Alvear         | JPN      | Karen Nun Ira         | CUB POL         | Onix Cortés Katarzyna Kłys           |
| Klasse tot 78 kg   | BRA       | Mayra Aguiar        | FRA      | Audrey Tcheuméo       | USA SLO         | Kayla Harrison Anamari Velenšek      |
| Klasse boven 78 kg | CUB       | Idalys Ortíz        | BRA      | Maria Suelen Altheman | JPN FRA         | Megumi Tachimoto Emelie Andeol       |
| Team               | Frankrijk | Frankrijk           | Mongolië | Mongolië              | Duitsland Japan | Duitsland Japan                      |

## Medaillespiegel
| Plaats | Land                          | Goud | Zilver | Brons | Totaal |
| 1      | Japan                         | 5    | 2      | 4     | 11     |
| 2      | Frankrijk                     | 3    | 1      | 4     | 8      |
| 4      | Brazilië                      | 1    | 1      | 2     | 4      |
| 4      | Cuba                          | 1    | 1      | 2     | 4      |
| 5      | Mongolië                      | 1    | 1      | 0     | 2      |
| 6      | Georgië                       | 1    | 0      | 3     | 4      |
| 7      | Colombia                      | 1    | 0      | 0     | 1      |
| 7      | Tsjechië                      | 1    | 0      | 0     | 1      |
| 7      | Griekenland                   | 1    | 0      | 0     | 1      |
| 7      | Internationale judo federatie | 1    | 0      | 0     | 1      |
| 11     | Rusland                       | 0    | 3      | 6     | 9      |
| 12     | Argentinië                    | 0    | 1      | 0     | 1      |
| 12     | Canada                        | 0    | 1      | 0     | 1      |
| 12     | Hongarije                     | 0    | 1      | 0     | 1      |
| 12     | Israël                        | 0    | 1      | 0     | 1      |
| 12     | Noord-Korea                   | 0    | 1      | 0     | 1      |
| 12     | Portugal                      | 0    | 1      | 0     | 1      |
| 12     | Roemenië                      | 0    | 1      | 0     | 1      |
| 19     | Duitsland                     | 0    | 0      | 3     | 3      |
| 20     | Slovenië                      | 0    | 0      | 2     | 2      |
| 20     | Oekraïne                      | 0    | 0      | 2     | 2      |
| 21     | Nederland                     | 0    | 0      | 1     | 1      |
| 21     | Polen                         | 0    | 0      | 1     | 1      |
| 21     | Oekraïne                      | 0    | 0      | 1     | 1      |
| 21     | Verenigde Staten              | 0    | 0      | 1     | 1      |
| Totaal | Totaal                        | 16   | 16     | 32    | 64     |